# Hamed Tchoufon
Hamed Moustapha Tchoufon – południowoafrykański zapaśnik walczący w stylu klasycznym. Brązowy medalista mistrzostw Afryki w 2020 roku.